# Сан Исидро (округ Сандовал, Њу Мексико)
Сан Исидро (енгл. San Ysidro, Sandoval County) град је у америчкој савезној држави Њу Мексико.

## Демографија
По попису из 2010. године број становника је 193, што је 45 (-18,9%) становника мање него 2000. године.
| Група             | 2000.       | 2010.       |
| Белци             | 45 (18,9%)  | 48 (24,9%)  |
| Афроамериканци    | 2 (0,8%)    | 0 (0,0%)    |
| Азијати           | 0 (0,0%)    | 0 (0,0%)    |
| Хиспаноамериканци | 171 (71,8%) | 117 (60,6%) |
| Укупно            | 238         | 193         |